# 董衡
董 衡（とう こう）は、中国後漢末期の将軍。曹操に仕えた。
建安24年（219年）、関羽によって包囲された樊城の曹仁救援のため、龐徳の配下として従軍。しかし漢水の氾濫に遭い、四方を関羽の水軍によって包囲される。
窮地に陥った董衡は、部曲将の董超と共に降伏しようとするが、これを良しとしない龐徳によって斬殺された。

## 三国志演義
羅貫中の小説『三国志演義』では第74回で、曹仁救援に向かう七軍を率いる領軍将校の一人として登場。この救援軍に龐徳が加わることについて、彼の旧主の馬超、兄の龐柔は共に劉備に仕えているのだから起用すべきでないと于禁に訴える。この言を于禁はそのまま曹操に伝え、曹操もまた起用を躊躇うが、龐徳が決死の覚悟を示したことで救援軍に留め置かれる。そうして曹仁の救援に出撃するが、史実に近い形で危機に陥り、董衡と董超は龐徳に降伏を勧めたことで怒りを買って、斬殺される。